# Il caso Enzo Tortora - Dove eravamo rimasti?
Il caso Enzo Tortora - Dove eravamo rimasti? è una miniserie televisiva in onda su Rai 1, diretta e interpretata da Ricky Tognazzi. Il film racconta la storia del conduttore televisivo Enzo Tortora, vittima innocente, nell'estate 1983, di un errore giudiziario trasformatosi in un caso mediatico. La frase interrogativa del titolo riprende una frase pronunciata dallo stesso Tortora alla ripresa della sua attività dopo la fine del caso: la frase riprendeva l'espediente retorico del Dicebamus hesterna die, inventato da Luis de León nel XVI secolo. La fiction è liberamente tratta da Applausi e sputi. Le due vite di Enzo Tortora di Vittorio Pezzuto e da Fratello segreto di Anna Tortora.

## Trama
La mattina del 17 giugno 1983, Enzo Tortora viene arrestato in un hotel di Roma con l'accusa di far parte della Nuova Camorra Organizzata, accusa che gli viene mossa dal pregiudicato Giovanni Pandico, che in realtà aveva sviluppato una vera e propria ossessione nei confronti del conduttore, al quale aveva inviato del materiale da vendere durante il programma Portobello, materiale che poi era andato perduto a causa di disguidi. Le accuse di Pandico tuttavia erano state confermate da altri pregiudicati, e anche se in seguito si riveleranno false, porteranno Tortora a vivere un vero e proprio incubo giudiziario che si concluderà solo tre anni dopo, con l'assoluzione.

## Messa in onda
Il film è realizzato in due episodi ed è andato in onda su Rai 1 il 30 settembre e il 1º ottobre 2012.